# Parrotia persica
Espèce
Classification phylogénétique
Taxons de rang inférieur
- Voir le texte

Parrotia persica, le parrotie de Perse,  encore appelé arbre de fer en raison de la dureté de son bois, est une espèce de plantes à fleurs de la famille des Hamamelidaceae. C'est un arbre trouvé en Asie. 

## Aire de répartition
Originaire du nord de l'Iran et du sud-est de l'Azerbaïdjan.

## Description

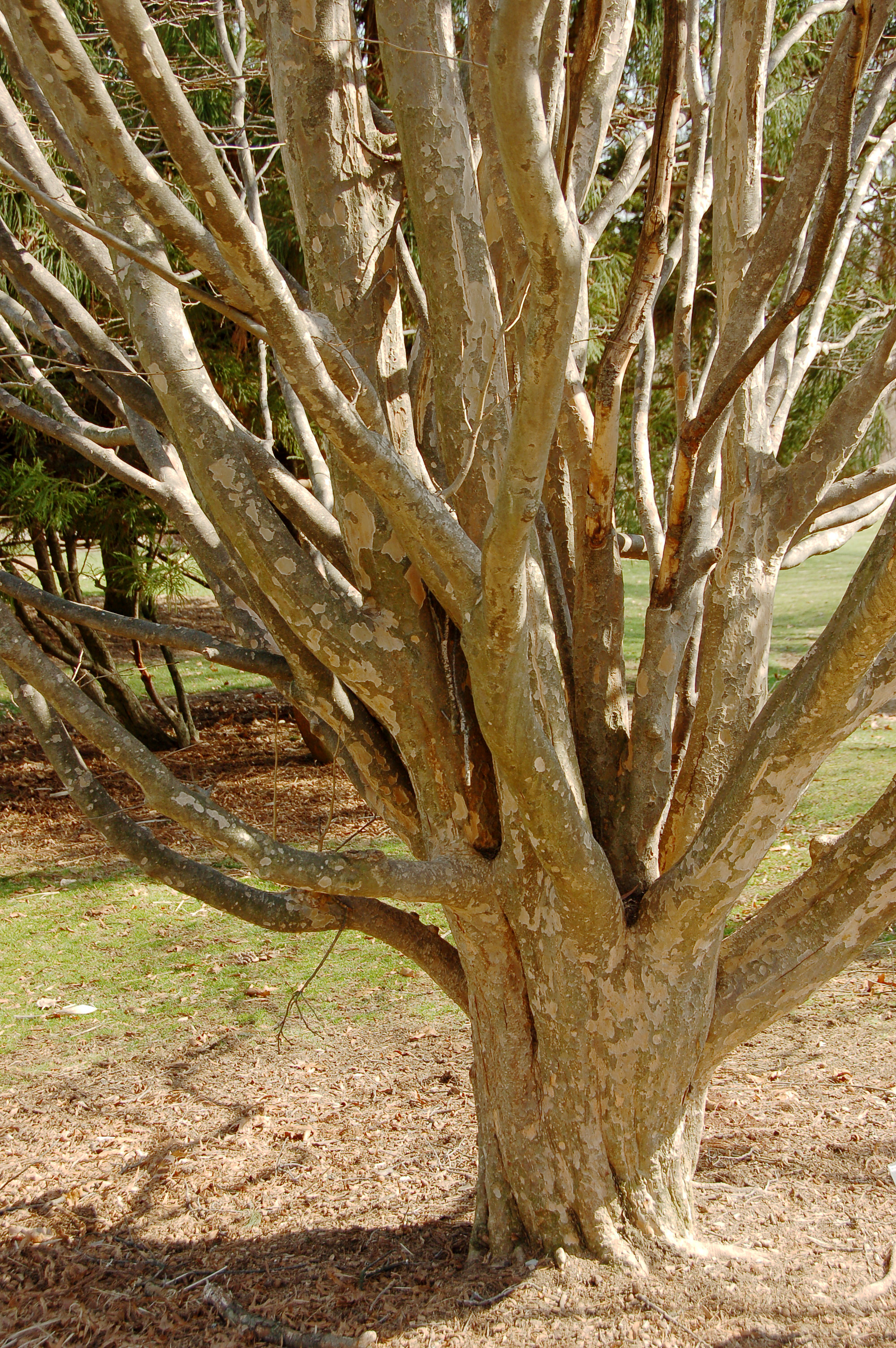

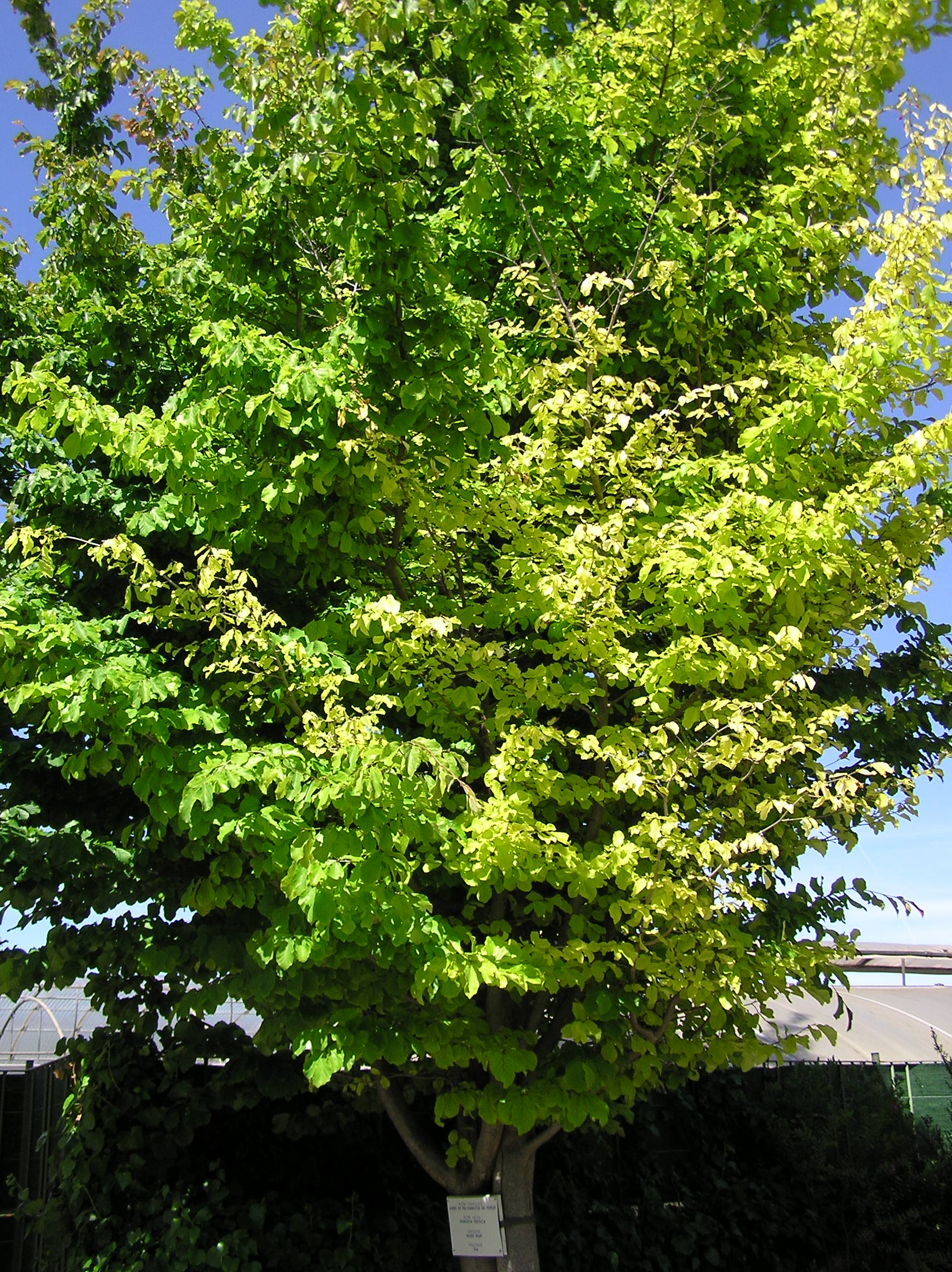
Silhouette générale de Parrotia persica.

L'arbre de fer est un grand arbuste ou un arbre de taille moyenne mesurant de 5 à 10 m, jusqu’à 20 m dans son aire naturelle. Il a un port très étalé, plus large que haut, des troncs trapus et de multiples branches se recourbant.
Son écorce gris-brun, s’exfoliant en plaques dégageant des zones jaunes, comme celle du platane. Ses jeunes rameaux vert-brun à pubescence fine produisent des bourgeons pourpre-noir, légèrement pubescents.
Les feuilles elliptiques mesurent de 6 à 10 cm de long, vert-clair brillant devenant très coloré, jaune à rouge cramoisi, en automne ; la moitié supérieure de la feuille est bordée de dents arrondies.
Les fleurs petites sans pétales mais à étamines rouges disposées en bouquet entourées de bractées brunes et tomenteuses apparaissent à la fin de l'hiver avant les feuilles.
Le fruit à capsule jaune ou orangée d’environ 1 cm, ressemble à une noix.

## Paléobotanique
Parrotia persica est une espèce relique qui a réussi à subsister dans des zones refuges après les épisodes glaciaires  du Pleistocène. Cette plante, élément de la flore acto-tertiaire se rencontre à l'état endémique en Iran, Crète et Sicile.

## Culture
Le parrotie de Perse est un arbre très rustique (jusqu'à -25 °C). Il apprécie un sol riche et acide mais supporte un sol calcaire. Le semis est difficile et long. On le greffe souvent sur Hamamélis.
Prévoir un espace important pour cet arbre qui a tendance à s'étaler beaucoup, voire à s'enraciner à nouveau (marcottage) au niveau de ses branches les plus basses.

## Utilisation
On le plante souvent en sujet isolé pour son feuillage. En automne, il vire au jaune puis au rouge et devient alors très décoratif (notamment lors de la phase multicolore, lorsque les feuilles sont à la fois vertes, jaunes, orangées et rouges, du centre vers les bords).

## Étymologie
- Parrotia (latin) : du nom de son découvreur, le naturaliste allemand F.W. Parrot.
- persica (latin) : de Perse (Iran).